# Li Wenhan
Dans ce nom chinois, le nom de famille, Li, précède le nom personnel.
Li Wenhan (en chinois : 李汶翰) né le 22 juillet 1994 à Hangzhou, est un chanteur, danseur et acteur chinois. Il fait partie du boys band sud-coréo-chinois UNIQ depuis 2014. Cependant, à la suite d'une suspension d'activités du groupe, il intègre le boys band chinois UNINE en 2019. 

## Biographie
Li Wenhan a fait une formation en guitare classique et en natation, pratiquant avec le médaillé olympique chinois de natation, Sun Yang, dans leur ville natale de Hangzhou. Pendant ses études secondaires en Amérique, il a auditionné chez Yuehua Entertainment et a réussi à se faire recruter. Avant de faire ses débuts avec UNIQ, Wenhan est apparu à la télévision dans une émission télévisée sur la plongée sous-marine diffusée à l'échelle nationale sur JSTV en avril 2013, en Chine.

## Carrière

### 2014 - 2018: son intégration dans le groupeUNIQet débuts en tant qu'acteur
Li Wenhan est monté pour la première fois sur scène le 16 octobre 2014 avec son groupe UNIQ, en interprétant le titre Falling in Love. 
D'avril à août 2016, il a participé au talk-show coréen Ni Hao China, émission fondée sur le partage de la culture, le style de vie, les traditions, l'économie de la Chine et plus encore, de manière facilement compréhensible et divertissante. Fin 2016, des tensions naissent entre la Chine et la Corée du Sud, car les États-Unis et la Corée du Sud annoncent conjointement le déploiement du Terminal High Altitude Area Defense (THAAD) ; Wenhan a donc été principalement actif en Chine en tant qu'acteur pendant cette période.
De juin à septembre 2016, il a été présentateur d'un programme télévisé sportif chinois intitulé The Players, mettant en vedette un groupe de concurrents chinois célèbres qui s'affrontent dans divers défis comme le basket-ball, entre équipes rivales, avec des invités comme Kim Jong-kook ou encore Kobe Bryant. En octobre 2016, il intègre le casting du drama historique Hot Blood Academy, se déroulant pendant l'ère de la dynastie Tang, incarnant le prince Li Jingyu. La série a commencé à être diffusée tous les mercredis sur Youku (chaîne de TV chinoise) à partir du 4 juillet 2018,.
En janvier 2017, il a obtenu le rôle principal du drama Life Risking Romance (命 悬 一线 的 浪漫). Du 23 juin au 27 septembre 2017, Wenhan a tourné dans une série sur le thème du basket-ball, intitulé 热血 狂 篮 (litt. : La fièvre du basket-ball), qui est vaguement basé sur le manga japonais Slam Dunk,,. Il y incarne le personnage de Pei Chenhao, un joueur de basket-ball pour l'équipe de l'Université Huayang. La série a été diffusée sur iQiyi à partir du 16 mai 2018. Le 19 novembre 2017, Wenhan a participé à la cérémonie d'ouverture de son nouveau drama, intitulé 想看 你 微笑 (« Je veux juste te voir sourire ») à Wuxi. Il s'agit d'une comédie romantique, adaptée du roman pour enfants de l'auteur Purple Fish, populaire en Chine. La série est sortie sur Youku le 29 mai 2018.
Le 16 avril 2018, Wenhan a assisté de nouveau à une cérémonie d'ouverture, cette fois-ci pour la série télévisée intitulée Chasing the Ball à Shenzhen. Le drama se concentre sur une compétition de ping-pong dans un campus universitaire et raconte le parcours d'un groupe de jeunes garçons pratiquant ce sport.

### 2019 - 2020:Idol Produceret débuts avecUNINE
Le 5 décembre 2018, Wenhan a annoncé sur son compte Weibo personnel qu'il participerait à l'émission de télé-réalité musicale chinoise Idol Producer, diffusée sur iQiyi. Il a été régulièrement classé premier et a finalement fait ses débuts avec UNINE grâce à cette émission, avec un total de 8 457 091 votes dans le dernier épisode. 
Le 5 septembre, Li Wenhan a été nommé ambassadeur de la marque chinoise ASH (艾 熙), une importante entreprise de fabrication de chaussures, fondée en 2000. Il est également devenu ambassadeur de la marque Primera (芙莉 美娜) le 16 août 2019, et de Safeguard (舒 肤 佳) le 18 août 2019.

## Discographie

### EP
| Titre                    | Détails | Ventes                  |
| ------------------------ | --- | ----------------------- |
| Immortal Love (天荒不朽) | - Date de sortie : 15 juillet 2018 - Label : Yuehua Entertainment - Formats : Téléchargement numérique, streaming audio     | NC                      |
| Wen (汶)                 | - Date de sortie : 17 juillet 2021 - Label : Yuehua Entertainment - Formats : CD, téléchargement numérique, streaming audio | CHN : plus de 1 640 000 |

## Filmographie

### Films
| Année | Titre anglophone | Titre original | Rôle   | Référence |
| ----- | ---------------- | -------------- | ------ | --------- |
| 2016  | MBA Partners     | 梦想合伙人     | Wenhan | [ 12 ]    |

### Séries télévisées
| Année | Titre anglophone                          | Titre original | Rôle             |
| ----- | ----------------------------------------- | -------------- | ---------------- |
| 2017  | Hot Blood Academy (My Naughty Classmates) | 热血学院       | Prince Li JingYu |
| 2017  | Basketball Fever                          | 热血狂篮       | Pei Chenhao      |
| 2017  | Just Want to See You Smile                | 想看你微笑     | Shi Shu Zhan     |
| 2018  | Chasing the Ball                          | 追球           | Yun GaoYang      |
| 2019  | Life Risking Romance                      | 命悬一线的浪   | Liu Xingyu       |

### Émissions de télévision
| Année | Titre anglophone | Titre original | Chaîne   | Notes                  |
| ----- | ---------------- | -------------- | -------- | ---------------------- |
| 2019  | Idol Producer 2  | 青春有你       | iQiyi    | Participant            |
| 2019  | When I Grow Up   | 《一路成年》   | Mango TV | Apparaît avec son père |